# Torneo Centroamericano 1965
El Torneo Centroamericano 1965 fue la segunda edición del Torneo Centroamericano de la Concacaf, torneo de fútbol a nivel de clubes de Centroamérica y que contó con la participación de 6 equipos de la región. El ganador estaría en la final de la Copa de Campeones de la Concacaf 1965.
El Deportivo Saprissa de Costa Rica fue el campeón tras vencer a CD Águila de El Salvador.

## Equipos participantes
En cursiva los equipos debutantes en el torneo.
| País                 | Equipo                   |
| -------------------- | ------------------------ |
| Costa Rica · 1 cupo  | Deportivo Saprissa       |
| El Salvador · 1 cupo | CD Águila                |
| Honduras 1 cupos     | CD Olimpia               |
| Guatemala · 1 cupo   | Aurora FC                |
| Nicaragua 1 cupo     | Deportivo Santa Cecilia  |
| Panamá · 1 cupo      | Deportivo Unión Española |

## Primera ronda

### Águila - Aurora
| 3 de octubre de 1965 | Águila                                     | 4:1 (2:1) | Aurora     | Estadio Migueleño, San Miguel   |                                 |
|                      | Méndez 80' 87' · Barraza 29' · Pearson 32' |           | Herrera 6' | Asistencia: 10 000 espectadores | Asistencia: 10 000 espectadores |

| 10 de octubre de 1965 | Aurora    | 1:2 (Global 2:6) | Águila               | Estadio del Ejército, Ciudad de Guatemala |  |
|                       | Corán 24' |                  | Pearson 16' · Méndez |                                           |  |

### Olimpia - Santa Cecilia
| 3 de octubre de 1965 | Santa Cecilia                | 2:1 (2:1) | Olimpia            | Estadio General Somoza, Managua |  |
|                      | Barrios 20' · Sobalvarro 25' |           | René Rodríguez 12' |                                 |  |

| 10 de octubre de 1965 | Olimpia                                  | 3:0 (1:0) (Global 4:2) | Santa Cecilia | Estadio Nacional, Tegucigalpa |  |
|                       | Iglesias 27' 51' · Ricardo Rodríguez 85' |                        |               |                               |  |

### Saprissa - Unión Española
| 17 de octubre de 1965                       | Unión Española | 1:1 (0:0) | Saprissa  | Estadio Juan Arosemena, Ciudad de Panamá                        |                                                                 |
|                                             | Santamaría 60' |           | Grant 77' | Asistencia: 3 902 espectadores Árbitro(s): Juan de Dios Mercado | Asistencia: 3 902 espectadores Árbitro(s): Juan de Dios Mercado |
| El tanto de Jaime Grant fue un gol olímpico |                |           |           |                                                                 |                                                                 |

| 5 de noviembre de 1965 | Saprissa                                               | 8:0 (5:0) (Global 9:1) | Unión Española | Estadio Nacional, San José                                  |                                                             |
|                        | Umaña 20' 37' 41' 88' · Marín 35' 48' 51' · Zúñiga 40' |                        |                | Asistencia: 4 822 espectadores Árbitro(s): Leonel Bojórquez | Asistencia: 4 822 espectadores Árbitro(s): Leonel Bojórquez |

## Segunda ronda
| 23 de octubre de 1965 | Águila                           | 4:2 (1:2) | Olimpia        | Estadio Migueleño, San Miguel |  |
|                       | Pearson 13' 62' · Méndez 50' 87' |           | Flores 19' 39' |                               |  |

| 31 de octubre de 1965 | Olimpia    | 1:0 (0:0) (Global 3:4) | Águila | Estadio Nacional, Tegucigalpa |  |
|                       | Taylor 75' |                        |        |                               |  |

## Final

### Ida
| 27 de marzo de 1966 | Águila      | 1:2 (0:1) | Saprissa                  | Estadio Flor Blanca, San Salvador |                                   |
|                     | Pearson 55' |           | Hernández 40' · Umaña 70' | Árbitro(s): Abel Aguilar Elizalde | Árbitro(s): Abel Aguilar Elizalde |

|            | POR        | Luis López          |  |
|            | DEF        | Efraín Merlos       |  |
|            | DEF        | Camacho             |  |
|            | DEF        | Guillermo Otárola   |  |
|            | DEF        | Eduardo Space       |  |
|            | MED        | Raúl Bonilla        |  |
|            | MED        | Raúl Lizano         |  |
|            | DEL        | Rodolfo Fuentes     |  |
|            | DEL        | Walter Pearson      |  |
|            | DEL        | Juan Ramón Martínez |  |
|            | DEL        | Raúl Zavaleta       |  |
| Entrenador | Entrenador | Arnaldo da Silva    |  |

|            | POR        | Mario Pérez        |  |
|            | DEF        | Giovanni Rodríguez |  |
|            | DEF        | Walter Elizondo    |  |
|            | DEF        | Heriberto Rojas    |  |
|            | DEF        | Arnulfo Montoya    |  |
|            | MED        | Fernando Hernández |  |
|            | MED        | William Quirós     |  |
|            | DEL        | Edgar Marín        |  |
|            | DEL        | Eduardo Umaña      |  |
|            | DEL        | Eduardo Chavarría  |  |
|            | DEL        | Miguel Zúñiga      |  |
| Entrenador | Entrenador | Mario Cordero      |  |

| Anotado | 55' | Walter Pearson | 1:1 |

| Anotado | 40' | Fernando Hernández | 1:0 |
| Anotado | 70' | Eduardo Umaña      | 2:1 |

| Árbitro | Abel Aguilar Elizalde |

|            | POR        | Luis López          |  |
|            | DEF        | Efraín Merlos       |  |
|            | DEF        | Camacho             |  |
|            | DEF        | Guillermo Otárola   |  |
|            | DEF        | Eduardo Space       |  |
|            | MED        | Raúl Bonilla        |  |
|            | MED        | Raúl Lizano         |  |
|            | DEL        | Rodolfo Fuentes     |  |
|            | DEL        | Walter Pearson      |  |
|            | DEL        | Juan Ramón Martínez |  |
|            | DEL        | Raúl Zavaleta       |  |
| Entrenador | Entrenador | Arnaldo da Silva    |  |

|            | POR        | Mario Pérez        |  |
|            | DEF        | Giovanni Rodríguez |  |
|            | DEF        | Walter Elizondo    |  |
|            | DEF        | Heriberto Rojas    |  |
|            | DEF        | Arnulfo Montoya    |  |
|            | MED        | Fernando Hernández |  |
|            | MED        | William Quirós     |  |
|            | DEL        | Edgar Marín        |  |
|            | DEL        | Eduardo Umaña      |  |
|            | DEL        | Eduardo Chavarría  |  |
|            | DEL        | Miguel Zúñiga      |  |
| Entrenador | Entrenador | Mario Cordero      |  |

| Anotado | 55' | Walter Pearson | 1:1 |

| Anotado | 40' | Fernando Hernández | 1:0 |
| Anotado | 70' | Eduardo Umaña      | 2:1 |

| Árbitro | Abel Aguilar Elizalde |

### Vuelta
| 31 de marzo de 1966 | Saprissa | 0:0 (Global 2:1) | Águila | Estadio Nacional, San José |  |
|                     |          |                  |        | Árbitro(s): Alfonso Guzmán |  |

|            | POR        | Mario Pérez        |  |
|            | DEF        | Giovanni Rodríguez |  |
|            | DEF        | Walter Elizondo    |  |
|            | DEF        | Juan León          |  |
|            | MED        | Miguel Cortés      |  |
|            | MED        | Heriberto Rojas    |  |
|            | DEL        | Edgar Marín        |  |
|            | DEL        | Eduardo Umaña      |  |
|            | DEL        | Fernando Hernández |  |
|            | DEL        | William Quirós     |  |
|            | DEL        | Miguel Zúñiga      |  |
| Entrenador | Entrenador | Mario Cordero      |  |

|            | POR        | Luis López          |  |
|            | DEF        | Efraín Merlos       |  |
|            | DEF        | Camacho             |  |
|            | DEF        | Guillermo Otárola   |  |
|            | MED        | Raúl Bonilla        |  |
|            | MED        | Raúl Lizano         |  |
|            | DEL        | Rodolfo Fuentes     |  |
|            | DEL        | Walter Pearson      |  |
|            | DEL        | Juan Ramón Martínez |  |
|            | DEL        | Raúl Zavaleta       |  |
|            | DEL        | Sergio Méndez       |  |
| Entrenador | Entrenador | Arnaldo da Silva    |  |

| 70' | Expulsado | William Quirós |

| 70' | Expulsado | Raúl Bonilla |

| Árbitro             | Alfonso Guzmán          |
| Árbitros asistentes | Guillermo Umaña         |
|                     | Carlos Francisco Molina |

|            | POR        | Mario Pérez        |  |
|            | DEF        | Giovanni Rodríguez |  |
|            | DEF        | Walter Elizondo    |  |
|            | DEF        | Juan León          |  |
|            | MED        | Miguel Cortés      |  |
|            | MED        | Heriberto Rojas    |  |
|            | DEL        | Edgar Marín        |  |
|            | DEL        | Eduardo Umaña      |  |
|            | DEL        | Fernando Hernández |  |
|            | DEL        | William Quirós     |  |
|            | DEL        | Miguel Zúñiga      |  |
| Entrenador | Entrenador | Mario Cordero      |  |

|            | POR        | Luis López          |  |
|            | DEF        | Efraín Merlos       |  |
|            | DEF        | Camacho             |  |
|            | DEF        | Guillermo Otárola   |  |
|            | MED        | Raúl Bonilla        |  |
|            | MED        | Raúl Lizano         |  |
|            | DEL        | Rodolfo Fuentes     |  |
|            | DEL        | Walter Pearson      |  |
|            | DEL        | Juan Ramón Martínez |  |
|            | DEL        | Raúl Zavaleta       |  |
|            | DEL        | Sergio Méndez       |  |
| Entrenador | Entrenador | Arnaldo da Silva    |  |

| 70' | Expulsado | William Quirós |

| 70' | Expulsado | Raúl Bonilla |

| Árbitro             | Alfonso Guzmán          |
| Árbitros asistentes | Guillermo Umaña         |
|                     | Carlos Francisco Molina |

## Campeón
Saprissa
Campeón
1° título